# Tassift (kommun)
Tassift (franska: Tassift (CR), Tassift (Commune Rurale), arabiska: زوادة) är en kommun i Marocko.   Den ligger i provinsen Chefchaouen och regionen Tanger-Tétouan-Al Hoceïma, i den nordöstra delen av landet, 210 km nordost om huvudstaden Rabat. Antalet invånare är 8 139.